# 尼崎市立園和小学校
尼崎市立園和小学校（あまがさきしりつ そのわしょうがっこう）は、兵庫県尼崎市東園田町四丁目にある公立小学校。

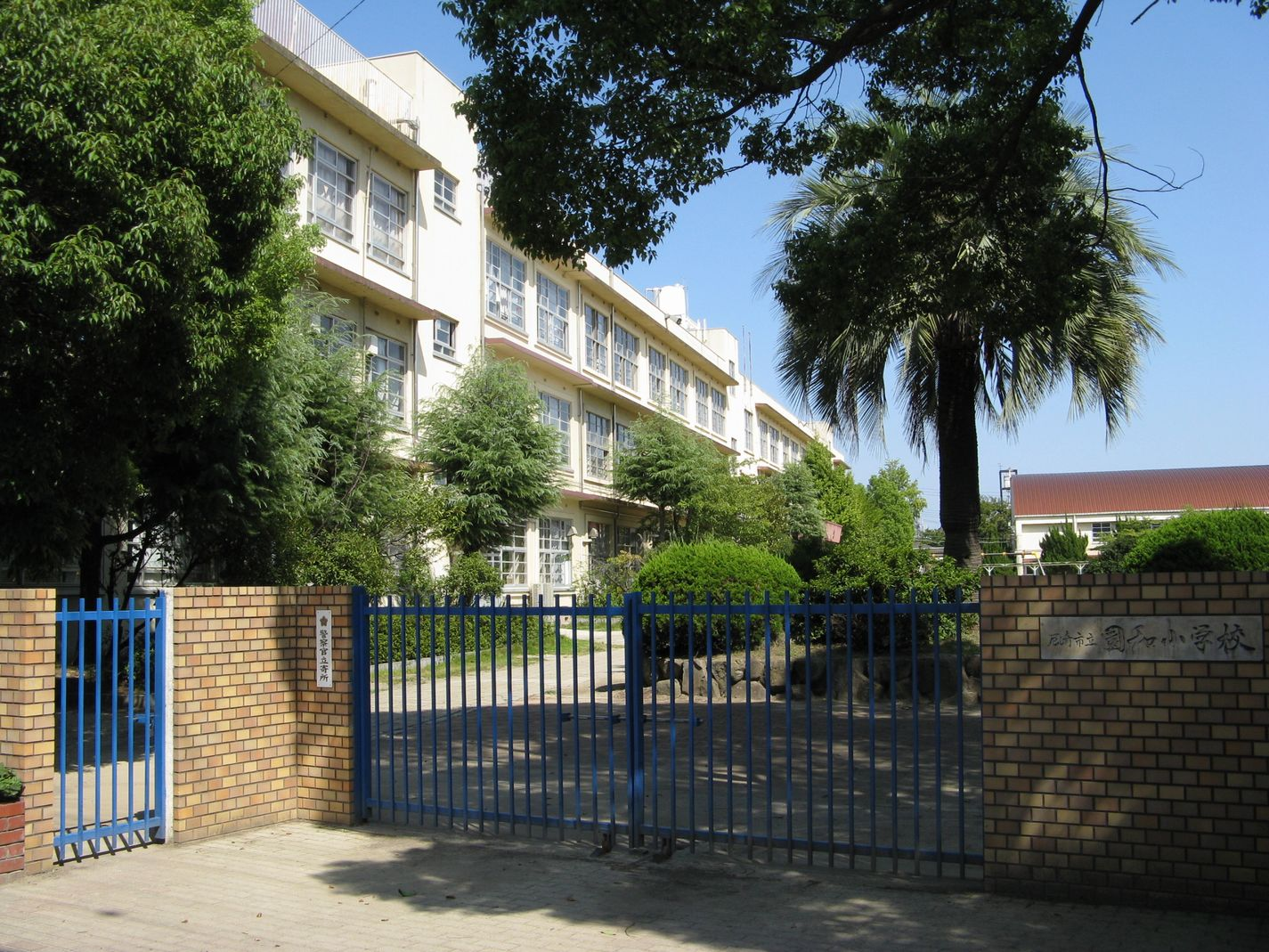
旧校舎（2008年撮影）

## 沿革
- 1893年（明治26年）9月19日 - 川辺郡園田村の戸の内村字新家に、園東尋常小学校として開校。
- 1900年（明治33年）5月25日 - 園田第二尋常小学校と改称。
- 1904年（明治37年）4月7日 - 園田尋常小学校と改称。
- 1909年（明治42年）4月1日 - 現在地（穴太法界寺）へ移転。
- 1926年（大正15年）4月1日 - 園田第二尋常高等小学校と改称。
- 1941年（昭和16年）4月1日 - 国民学校令により、園田第二国民学校と改称。
- 1947年（昭和22年）3月1日 - 園田村が尼崎市に編入されたことに伴い、尼崎市立園田第二国民学校と改称。
- 1947年（昭和22年）4月1日 - 学制改革により、尼崎市立園和小学校と改称。
- 1962年（昭和37年）4月1日 - 戸ノ内地区を尼崎市立園田東小学校に分離。
- 1962年（昭和37年）9月6日 - プール竣工。
- 1963年（昭和38年）1月25日 - 講堂兼体育館竣工。
- 1968年（昭和43年）4月1日 - 小中島地区を尼崎市立小園小学校に分離。
- 1970年（昭和45年）4月1日 - 椎堂地区を尼崎市立園和北小学校に分離。
- 1992年（平成4年）9月12日 - 毎月第2土曜日に、学校週5日制を開始。
- 1993年（平成5年）10月23日 - 創立100周年記念式典を挙行。
- 1995年（平成7年）1月17日 - 阪神・淡路大震災が発生。校内に避難所を開設。

## 通学区域
- 尼崎市
  - 東園田町1丁目
  - 東園田町2丁目74～152番地、173～184番地
  - 東園田町3丁目31番地24、32番地1・2・4、33番地9・10・15
  - 東園田町4丁目
  - 東園田町5丁目
  - 東園田町6丁目
  - 東園田町7丁目1～9番地、10番地8～11・24・31～34、14番地7～12・29～31、15番地7・29～35・44、18番地5・24～33、19番地8～12・17・18・24、20番地、21番地、25～54番地
  - 東園田町8丁目60番地1、61番地3、62番地1、63番地1、64番地1・6～8、65番地1、66番地1、79～110番地
  - 東園田町9丁目

卒業生は基本的に尼崎市立園田東中学校に進学する。

## 周辺
- 尼崎市立園田東中学校
- 尼崎園田郵便局
- 藻川

## 交通
- 阪急神戸線園田駅から北へ200m